# John Aubrey

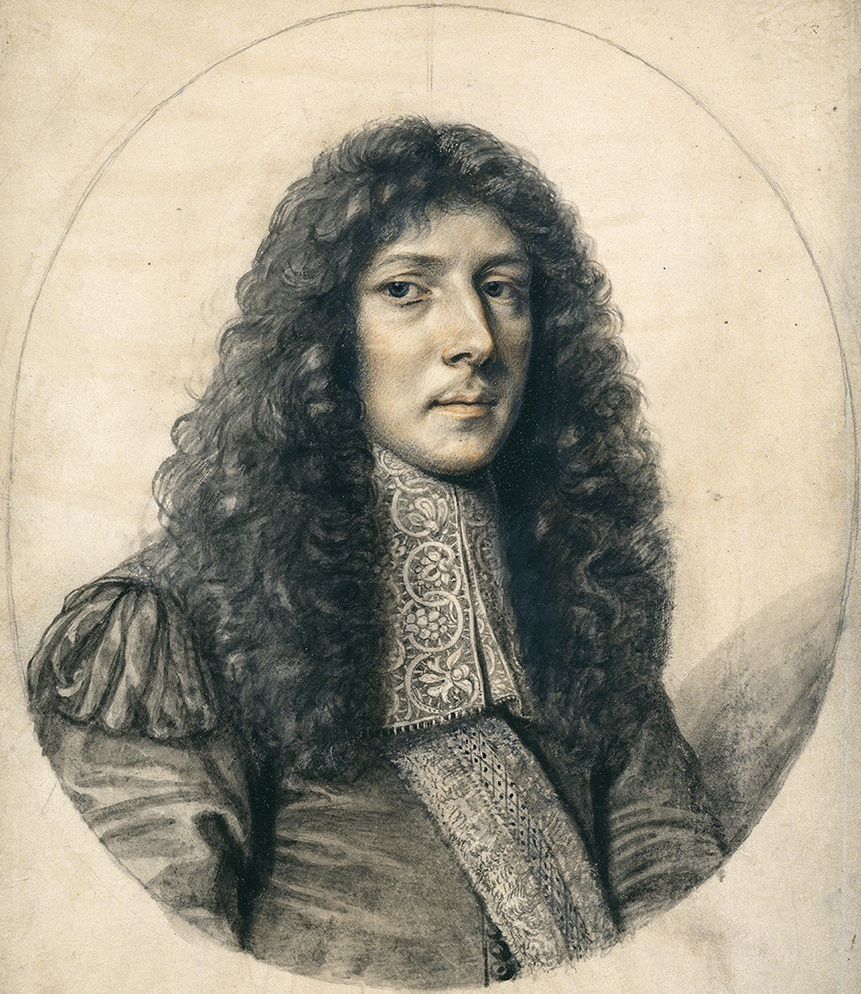
John Aubrey im Jahr 1666 von William Faithorne (1616–1691)

John Aubrey (* 12. März 1626 in Easton Piers oder Percy, nahe Malmesbury in Wiltshire; † 7. Juni 1697 in Oxford) war ein britischer Altertumsforscher und Autor. Er ist besonders für seine Sammlung von Kurzbiographien bekannt, die er unter dem Titel Brief Lives veröffentlichte.

## Leben und Wirken
Als Sohn einer wohlhabenden Familie geboren, wurde Aubrey nach Malmesbury auf die Lateinschule geschickt. Er wurde von Robert Latimer unterrichtet, zu dessen Schülern auch Thomas Hobbes zählte, den Aubrey in Latimers Haus traf und dessen Biographie er später verfassen sollte. Anschließend ging Aubrey nach Oxford auf das Trinity College. 1642 wurde sein Studium durch den Englischen Bürgerkrieg unterbrochen. 1646 wechselte er zur Anwaltskammer Middle Temple, wurde jedoch nie als Barrister vor Gericht gerufen. Während einer Reise entdeckte er die Steinkreise von Avebury, die sein Interesse weckten. 1652 starb sein Vater Richard Aubrey, der ihm große Güter, aber auch Schulden hinterließ.
Aubrey wurde mit berühmten Zeitgenossen bekannt gemacht. Aufgrund seines guten Gedächtnisses prägte er sich ihre Marotten ein und merkte sich den Klatsch, der über sie erzählt wurde. Dies sollte ihm später beim Verfassen der Kurzbiografien sehr helfen.
Aubrey wurde am 20. Mai 1663 als Mitglied (Original Fellow) in die Royal Society gewählt. Durch mehrere Prozesse verlor er zunehmend Besitz und musste im Jahr 1670 seine Heimat in Easton Piers verlassen. Fortan lebte er von der Gastfreundschaft seiner Bekannten.
Für Anthony Wood, den Aubrey in Oxford kennengelernt hatte, und der gerade sein Werk Athenae Oxonienses verfasste, begann er biografische Informationen zu sammeln. 1680 stellte er dann seine eigene Biografiesammlung in Aussicht. Um möglichst viele Informationen sammeln zu können, überließ er Wood die Verifikation dieser Informationen. Es wird berichtet, Aubrey habe seine Texte morgens in den Häusern der Beschriebenen verfasst, während diese sich von der vorherigen Nacht erholten. Diese, von ihm als Schediasmata bezeichneten Zeilen wurden nach und nach durch neu bekannt gewordene Informationen, pikante Details und den neuesten Klatsch ergänzt.
Zunächst wurde das Manuskript nur von Wood für dessen Buch genutzt. Weil die meisten Beschriebenen jedoch noch lebten und Wood Klagen wegen der Beschreibung fürchtete, strich Wood einige Passagen oder ganze Artikel aus dem Werk. So kam es, dass sich Aubrey 1692 bei Wood beklagte. Es dauerte lange, bis die wilden, ohne erkennbare Ordnung zusammengeschriebenen Notizen, heute in der Bodleian Library aufbewahrt, in lesbare Form gebracht und veröffentlicht werden konnten.
Später kam ihm die Idee, unter dem Titel History of Northern Wiltshire die Geschichte seiner Heimat zu beschreiben. Da er allerdings glaubte, nicht mehr zu Lebzeiten mit dem Werk fertig zu werden, übergab er 1695 seine Notizen und Manuskripte Thomas Tanner, der später Bischof von Norwich und Ely werden sollte.
Während einer Reise erlag er im Juni 1697 einem Schlaganfall.
Die meisten seiner Werke, wie die Brief Lives, Life of Mr. Thomas Hobbes of Malmesbury oder Architectonica Sacra (siehe auch Keltenideologie), wurden erst posthum veröffentlicht. Die Brief Lives, lange verspottet wegen ihrer pointierten Darstellungen und reißerischen Skandalgeschichten, gelten heute als ein bedeutender Teil der Erforschung seiner Zeit und der damaligen britischen Nation.

## Schriften (Auswahl)
- Miscellanies […]. London 1696 (Volltext, Digitalisat).

postum
- The natural history and antiquities of the county of Surrey. 5 Bände. London 1718–1719 (Band 1, Band 2, Band 3, Band 4, Band 5).
- John Britton (Hrsg.): The natural history of Wiltshire […] (written between 1656 and 1691). London 1847 (Digitalisat, Digitalisat).
- Andrew Clark (Hrsg.): ‘Brief lives,’ chiefly of contemporaries, set down by John Aubrey, between the years 1669 and 1696. 2 Bände,  Oxford 1898 (Band 1, Band 2).
- Mr. John Aubrey’s, Esq. Lebens⸗Entwürfe (= Die andere Bibliothek Band 114). Übersetzt von Wolfgang Schlüter. Eichborn, Frankfurt am Main 1994, ISBN 3-8218-4114-1.